# Supercavitation
 (septembre 2024).
La supercavitation est une technique de propulsion sous-marine permettant à un objet (jusqu'à présent des torpilles) de produire un gaz assez chaud pour vaporiser l'eau, qui enveloppera l'objet afin de réduire le frottement de l'eau. Il faut savoir que le frottement dans un gaz comme la vapeur d'eau est environ 1 000 fois moindre que dans l'eau.

## De la cavitation à la supercavitation
La cavitation est un phénomène qui se produit quand un liquide est accéléré à grande vitesse, par exemple au niveau des parois des pales d'une hélice. La pression du fluide baisse à cause de sa grande vitesse (théorème de Bernoulli), et, quand la pression du liquide chute en-dessous de la pression de vaporisation, il se vaporise — typiquement en formant de petites bulles de vapeur d'eau, c’est-à-dire de l'eau dans sa forme gazeuse.

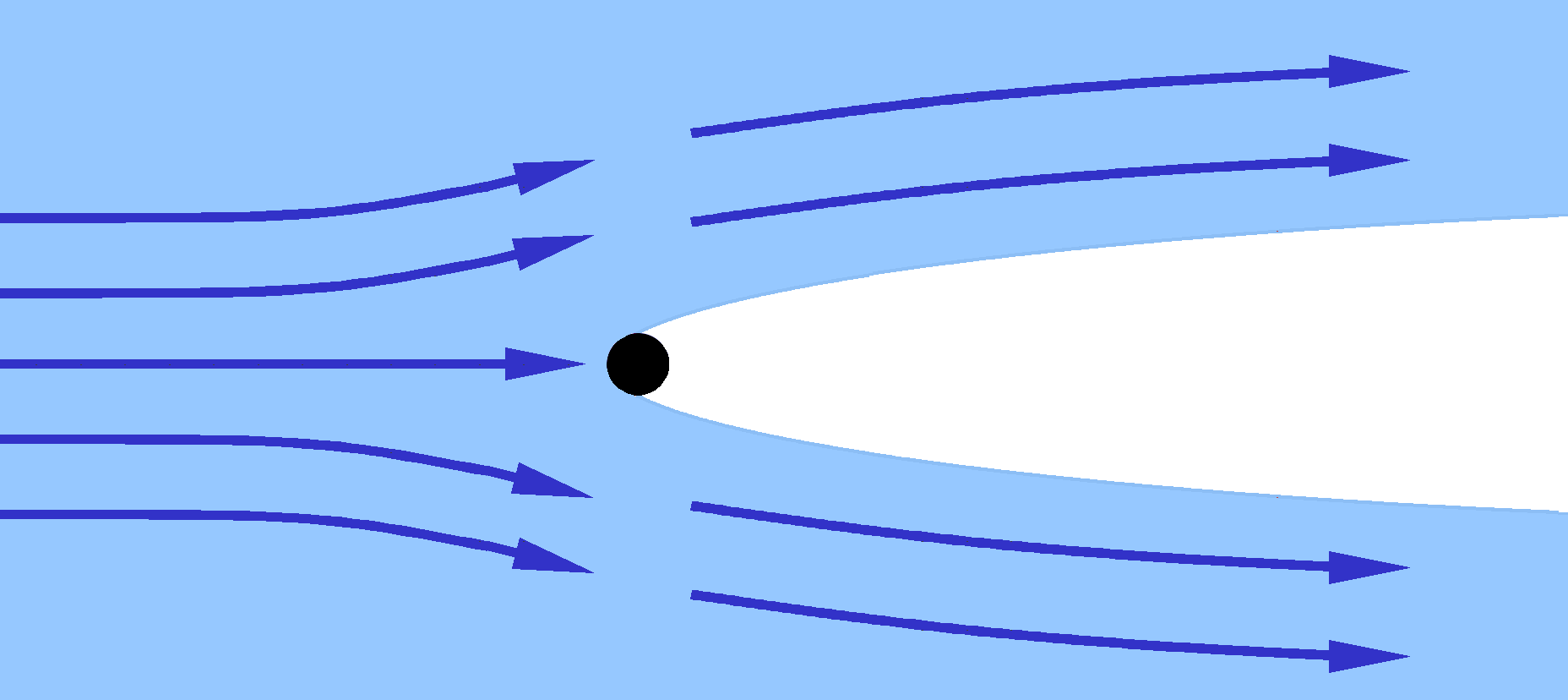
Un objet (noir) dévie un liquide s'écoulant rapidement (en bleu). Si l'objet semble créer une supercavitation, l'objet est immobile et doit soutenir en permanence la grande pression de l'écoulement. Immergé dans l'eau et mobile, l'objet doit surmonter la traînée qui s'oppose à son déplacement.

En hydrodynamique ordinaire, la cavitation est un phénomène qui, la plupart du temps, est fortuit et indésirable : habituellement, les bulles ne sont pas soutenues mais implosent à cause du ralentissement soudain du fluide et de l'élévation soudaine de la pression ambiante. Ces petites implosions peuvent même mener à des dommages physiques, par exemple à la détérioration d'une hélice mal conçue.
Un objet, de type torpille, doit de prime abord contourner l'obstacle de la friction de l'eau environnante.
La traînée d’un objet est proportionnelle à la masse volumique (ou densité) du fluide dans lequel il se déplace.
La masse volumique de l’eau liquide étant beaucoup plus importante que celle de la vapeur d’eau, avec une force de poussée similaire, la torpille se déplace donc beaucoup moins vite dans l'eau.
Comment créer un milieu gazeux en plein milieu liquide ?
Le principe de Bernoulli peut être vu, par exemple dans le cas d'une torpille, facilement comme le principe de conservation de l'énergie. La torpille en mouvement communiquant de l'énergie cinétique au fluide sous forme d'énergie cinétique et thermique.
La densité de l'eau fait en sorte que l'énergie cinétique de la torpille est davantage "pompée" que dans l'air, ce qui nécessite plus d'énergie pour le déplacement de la torpille.
Les caractéristiques visuelles d'une torpille en supercavitation sont un nez particulièrement travaillé, en général plat et une forme profilée hydrodynamique et aérodynamique.[réf. nécessaire] La forme du nez aura un rôle de déflecteur.
Quand un tel objet au bout plat pénètre dans un fluide, l'eau est violemment défléchie (une balle de fusil à bout plat par exemple). La vitesse de l'objet est telle qu'une bulle est visible sur les côtés les premiers moments où l'objet pénètre l'eau.
Cependant, ceci n'est naturellement pas suffisant pour réduire la friction et la pression de l'eau qui est toujours subie à l'avant et qui restreint la vitesse de la torpille ainsi que la traînée qui s'ensuivra. La déflexion naturelle de l'eau ne peut à elle seule engendrer une supercavitation qui vaporiserait l'eau en avant de la torpille et avant même qu'elle n'entre en contact direct avec l'eau.
La création d'une supercavitation simplement par l'exercice d'une force plus grande sur l'eau n'est pas réaliste étant donné que la friction devient proportionnellement plus grande.
Afin d'engendrer une supercavitation, la torpille doit injecter un gaz chaud à l'avant de l'objet qui peut potentiellement vaporiser l'eau en plus. La torpille pénétrera continuellement dans ce gaz et cela formera un enduit gazeux réduisant le frottement de l'eau. D'où la SUPER cavitation, une SUPER bulle ; un néologisme par analogie avec le phénomène de cavitation.
Le bout du nez de la torpille Chkval semble de plus être conçu pour distribuer ce nuage de gaz autour de la torpille et l'adapter à des changements de directions. La torpille est censée être contrôlée à distance par filoguidage ordonnant une  plaque circulaire mobile sur le nez et modulant l'éjection de gaz de 8 huit sorties d'éjection autour de la tuyère principale.

## Recherche et application militaire
Dans les années 1960, les ingénieurs soviétiques ont développé le premier projectile à employer la supercavitation : une torpille VA-111 Chkval. Celle-ci peut voyager à 100 m/s (360 km/h) dans l'eau, soit 3 à 5 fois plus vite que les torpilles conventionnelles. Des vitesses encore plus rapides, d'environ 140 m/s (500 km/h), ont été également rapportées. Cependant si le projectile gagne en vitesse, ce genre de torpille perd en maniabilité car elles obligent à un tir direct (droit) sur la cible ; elles ne peuvent virer comme les torpilles traditionnelles car cela romprait la bulle.[réf. nécessaire]
On a proposé diverses méthodes sous-marines de propulsion pour atteindre la vitesse nécessaire. Le concept le mieux adapté étant semble-t-il un moteur de fusée brûlant de l'aluminium avec de l'eau.[réf. nécessaire] Cependant, un moteur de fusée conventionnel est utilisé pour propulser la torpille à supercavitation Chkval.
Hormis la Russie, l'Iran (technologie du VA-111 Chkval)  et maintenant l'Allemagne , il est probable que les États-Unis et le Royaume-Uni (respectivement SuperCav et Spearfish), possèdent également de telles torpilles contre lesquelles aucun sous-marin à propulsion classique ne peut rivaliser en vitesse.

## Applications actuelles
Le principe de supercavitation est employé pour des propulseurs de rendement très élevé et également pour des gouvernes et gouvernails.[réf. nécessaire]
Jusqu'ici, les recherches sur la supercavitation ont été principalement menées pour le développement de torpilles.

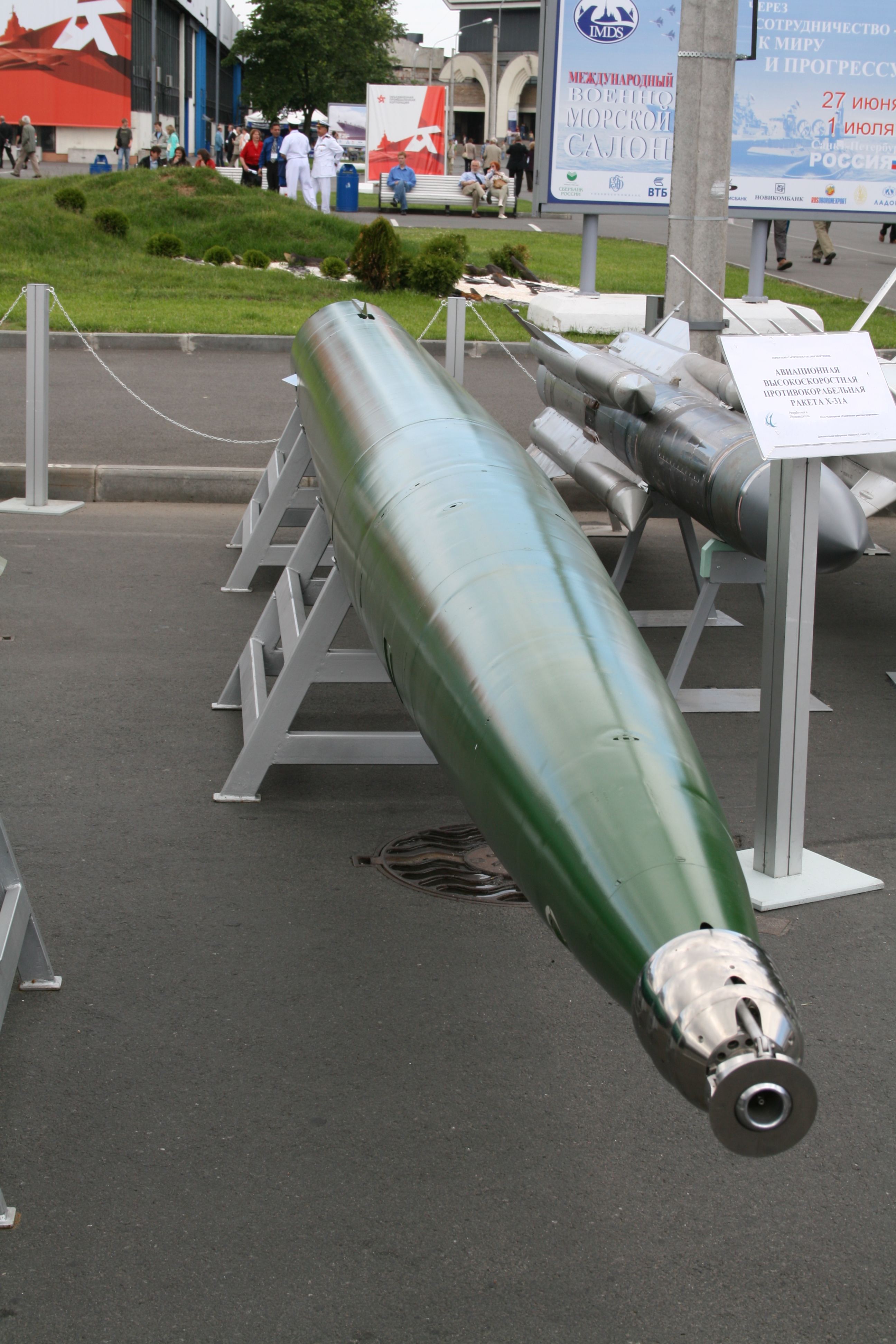
Torpille à supercavitation Chkval

Jusqu'en 2004, les torpilles russes Chkval étaient la seule application publiquement connue de la technologie de supercavitation appliquée à un objet submersible entier. On a rapporté que la Russie possèderait également des armes à feu sous-marines tirant des projectiles à supercavitation développées avant les torpilles Chkval. La construction de tels engins reste un secret jalousement défendu par les armées mais dans le cas de Chkval, on sait que le nez du projectile est relativement plat et que le corps de l'arme possède plusieurs ailettes destinées à la stabiliser.[réf. nécessaire] De plus, la torpille envoie une partie des gaz qui s'échappent de ses tuyères en direction de son nez. Cela permet de maintenir une bulle stable avec la forme adéquate.
En 2004, le fabricant d'armes allemand DIEHL BGT a annoncé sa propre torpille à supercavitation appelée Barracuda (également appelé "Superkavitierender Unterwasserlaufkörper") qui atteindrait une vitesse de 800 km/h, mais qui s'avère finalement être une torpille limitée à la vitesse de 370 km/h.
Début 1994, la marine américaine a commencé à développer un système de destruction de mines sous-marines connu sous le nom de RAMICS (Rapid Airborne Mine Clearance System), basé sur un projectile à supercavitation stable dans l'air et l'eau et inventée par C Tech Defense Corporation. RAMICS est actuellement en développement terminal avant l'introduction dans la flotte active.
En 1999, la technologie de supercavitation a été adaptée aux projectiles de chasse.[réf. nécessaire] Ces balles SuperPenetrator gardent une ligne droite très stable après pénétration dans un milieu aqueux.
Le programme Underwater Express Program de la DARPA américaine est un programme de recherche et développement sur des applications de transports sous-marins utilisant la supercavitation.